# Chiesa di Santa Croce (Alpago)
La chiesa di Santa Croce è la parrocchiale di Santa Croce del Lago, frazione del comune sparso di Alpago, in provincia di Belluno e diocesi di Belluno-Feltre; fa parte della convergenza foraniale di Longarone-Zoldo-Alpago-Ponte nelle Alpi.

## Storia
La primitiva chiesa del paese forse venne fondata nell'Alto Medioevo, tra i secoli IX e X, come si può intuire dalla sua dedicazione alla santa Croce; tuttavia, la prima citazione che ne attesta la presenza è più tarda, essendo datata 1158.
Nei secoli successivi la chiesa venne riedificata altre tre volte, per poi essere distrutta durante l'evento sismico avvenuto nel 1873 e quindi nuovamente ricostruita alla fine del XIX secolo; fu eretta a parrocchiale nel 1958 dal vescovo di Feltre e Belluno Gioacchino Muccin.

## Descrizione

### Esterno
La facciata a capanna della chiesa, che volge a sudovest, si compone di un unico registro ed è coronata dal timpano triangolare; presenta al centro il portale d'ingresso architravato e sormontato da una nicchia contenente un'epigrafe, mentre sulla sinistra è affisso l'altorilievo raffigurante l'Orazione di Cristo nell'orto del Gethsemani, realizzato probabilmente da Pietro Lombardo per celebrare la memoria del senatore norimbergense Paulus Imhoff, deceduto nel 1478 proprio a Santa Croce.
Annesso alla parrocchiale è il campanile in pietra a base quadrata, la cui cella presenta una bifora per lato; a coronamento si erge una lanterna metallica a pianta ottagonale.

### Interno
L'interno dell'edificio, intonacato, si compone di un'unica navata con soffitto piano, sulla quale s'affacciano le cappelle laterali introdotte da archi a tutto sesto; sul fondo un alto arco trionfale dà accesso al presbiterio, coperto da una volta a crociera.
Qui sono conservate diverse opere di pregio, tra cui la pala con soggetto la Deposizione dalla croce e santi, eseguita nel XVII secolo dalla bottega di Francesco Frigimelica il Vecchio, e la tela ritraente Santa Filomena, dipinta da Girolamo Moech nell'Ottocento.